# Potocki-palatset
Potoki-palatset (polskt uttal: [pɔˈtɔt͡skʲi], ukrainska: палац Потоцьких, palats Pototskykh) är ett palats i Lviv i Ukraina som uppfördes på 1880-talet.
Världsmästerskapet i schack för damer 2016 spelades i palatset.